# Sukcinat-semialdehid dehidrogenaza (NAD(P)+)
Sukcinat-semialdehid dehidrogenaza (+) (EC 1.2.1.16, sukcinat semialdehidna dehidrogenaza (nikotinamid adenin dinukleotid (fosfat)), sukcinat-semialdehidna dehidrogenaza (NAD(P))) je enzim sa sistematskim imenom sukcinat-semialdehid:NAD(P)+ oksidoreduktaza. Ovaj enzim katalizuje sledeću hemijsku reakciju
sukcinat semialdehid + NAD(P)+ +H2O {\displaystyle \rightleftharpoons } sukcinat + NAD(P)H + 2 H+

## Literatura
- Jakoby, W.B. (1963). „Aldehyde dehydrogenases”.  Ур.: Boyer, P.D., Lardy, H.; Myrb; auml; ck, K. The Enzymes. 7 (2nd изд.). New York: Academic Press. стр. 203—221.
- Nicholas C. Price; Lewis Stevens (1999). Fundamentals of Enzymology: The Cell and Molecular Biology of Catalytic Proteins (Third изд.). USA: Oxford University Press. ISBN 019850229X.
- Eric J. Toone (2006). Advances in Enzymology and Related Areas of Molecular Biology, Protein Evolution (Volume 75 изд.). Wiley-Interscience. ISBN 0471205036.
- Branden C; Tooze J. Introduction to Protein Structure. New York, NY: Garland Publishing. ISBN 0-8153-2305-0.
- Irwin H. Segel. Enzyme Kinetics: Behavior and Analysis of Rapid Equilibrium and Steady-State Enzyme Systems (Book 44 изд.). Wiley Classics Library. ISBN 0471303097.

## Spoljašnje veze
- Succinate-semialdehyde+dehydrogenase+(NAD(P)+) на 